# Спорт в Бурятии

## Народные спортивные игры

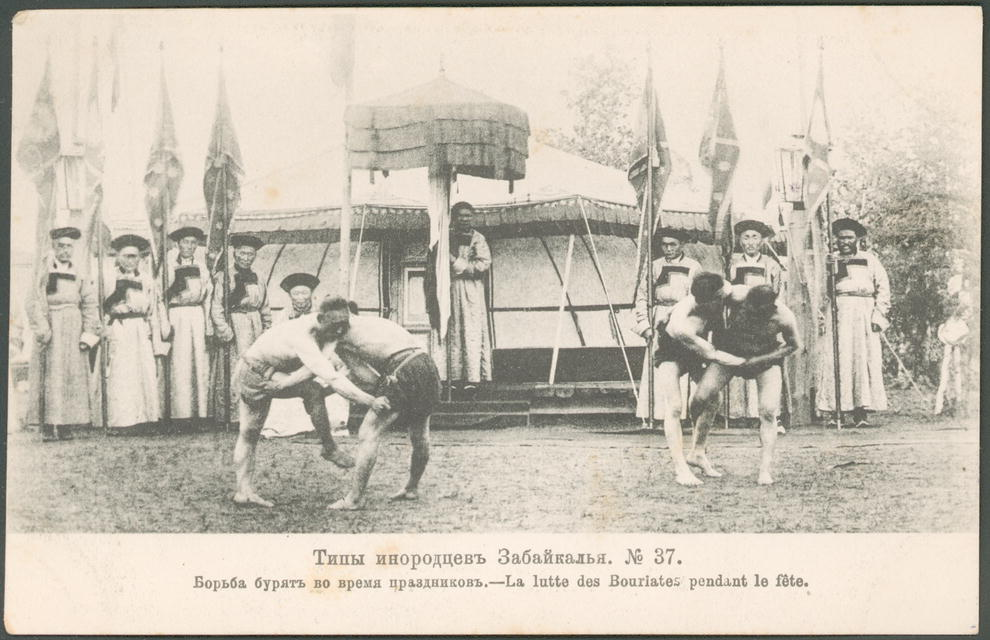
Национальная борьба на празднике. Открытка 1904 года.

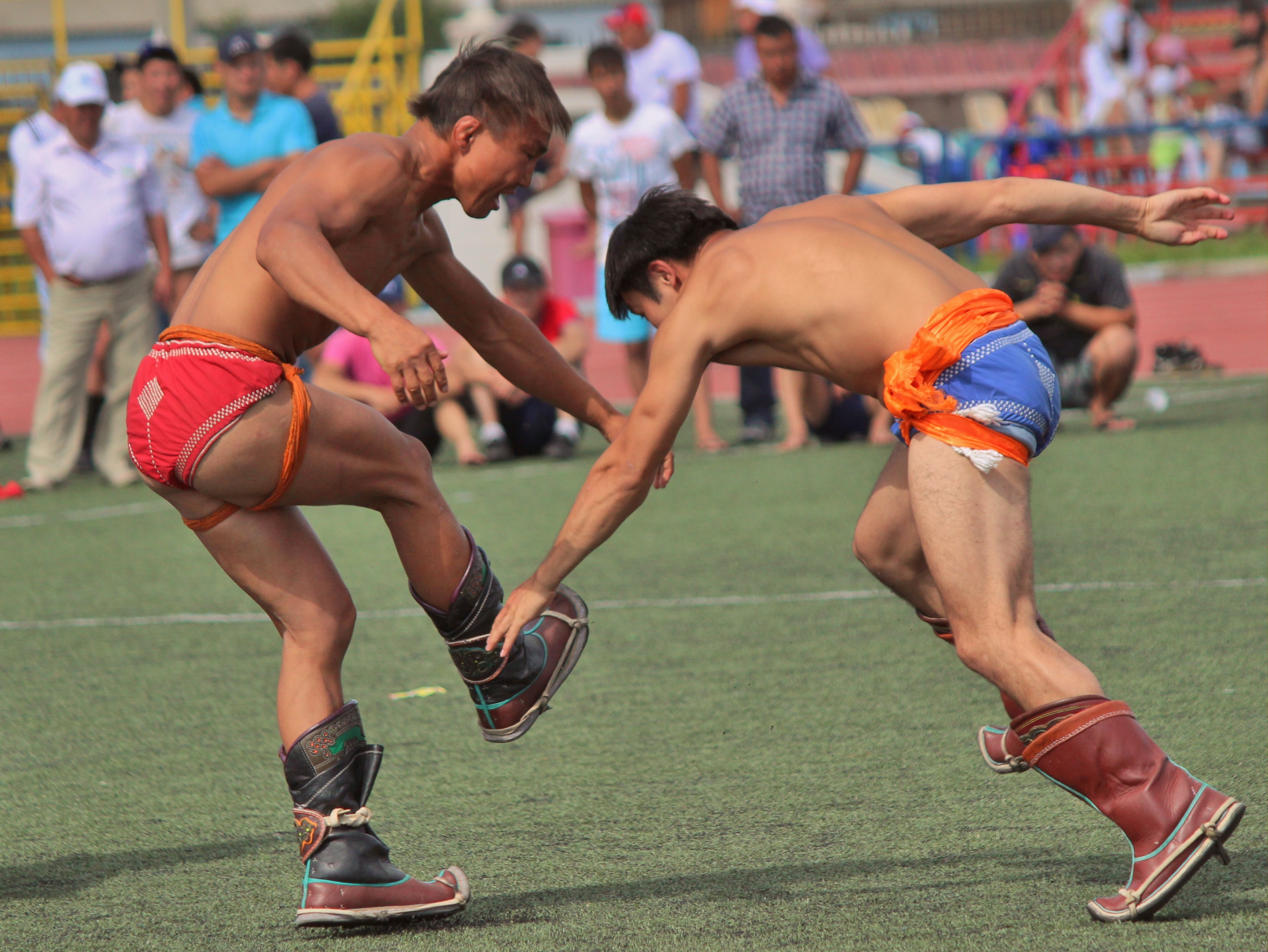
Бурятская национальная борьба

В Бурятии среди бурят было распространено мужское троеборье (бур. Эрын гурбан наадан): борьба, стрельба из лука, конные скачки. Эти три вида упражнений стали основой для сурхарбана.
В республике Бурятия существует Федерация этноспорта Бурятии, в которой главным видом спорта является разбивание хребтовой кости КРС (бур. hээр шаалган).
Участники детских массовых подвижных игр изображают животных: лошадей, верблюдов, волков, маралов, лисиц, медведей и птиц. Игры без предметов: «Верблюжонка верблюд ловит», «Поиски шила и ножниц», «Ястреб и утка», «Рукавицу гнать», «Ловля тарбаганов», «Игра в горшки», «Игра в шапки» и т.д. Игры с предметами:  «баабхи шэдэлгэн», «шуур шэдэхэ», «шагай», «альчики».
Логическая игра шатар — разновидность шахмат.
Среди русского населения популярны: лапта, городки, бабки, кулачные и борцовские схватки, взятие снежных городков, катание на санках, коньках и лыжах.
В 1915 году на Базарной площади состоялся первый футбольный матч между командами «Спартак» и «Гладиатор».
В учебных заведениях занимались гимнастикой и строевой подготовкой. В некоторых  учебных заведениях проводился медицинский осмотр. Занятия проводились три часа в неделю. Вели уроки военные офицеры или помощники учителя. В некоторых учебных заведениях занятия не проводились из-за отсутствия учителей.

## Дальневосточная республика
6 апреля 1920 года в Верхнеудинске была образована Дальневосточная республика.  Физкультурно-массовой и спортивной работой населения ведал Учебно-организационный отдел. 26 апреля 1921 года было принято «Положение о спорте и допризывной подготовки молодежи ДВР». Учебно-организационный отдел  был переименован в Отдел спорта и допризывной военной подготовки Главного управления Всеобуча ДВР. Всеобуч проводил подготовку допризывной молодёжи.
В 1920-1921 годах в Верхнеудинске возникло несколько футбольных команд: «Сокол», «Коммунар», «Гладиатор», «Реалист» и другие. В 1922 году создаются физкультурные кружки на почте-телеграфе, при военкомате, ячейках РКСМ и других организациях. Были созданы кружки физической культуры в Кабанске, Хоринске и других сёлах.

## Советский период
В апреле 1923 года в Верхнеудинске был создан спортивный комитет для руководства спортом. В 1923 году был проведён первый праздник физкультурников города. 2 сентября 1923 года началась Осенняя олимпиада.
10 декабря 1923 года ЦИК БМАССР, принимает постановление об организации Центрального Совета физической культуры (ЦСФК) как комиссии при ЦИКе БМАССР.  ЦСФК работал практически на общественных началах. Советы физкультуры в 1923 году был создан в Селенгинском аймаке, а в 1924 году в Аларском, Баргузинском, Боханском, Троицкосавском, Хоринском и Эхирит-Булагатском аймаках. Работа в деревне возлагалась на избы-читальни. Избам-читальням рекомендовалось проводить теоретические занятия (по физиологии, анатомии) и организовывать коллективные игры, упражнения, экскурсии.
2 августа 1924 года в Верхнеудинске на городском ипподроме проводится праздник, посвящённый первой годовщине образования БМАССР. В состав праздника входила спортивная программа. В районах проводились районные Сурхарбаны. В сентябре 1924 года Советом физической культуры при ЦК БМАССР в Верхнеудинске создана шахматная секция.
В начале 1925 года при Облотделе ОГПУ открылось пролетарское спортивное общество «Динамо». При обществе открыты секции: футбольная, авто-мото-вело, стрелковая, атлетическая, шахматная. Обществу был передан городской ипподром.
Первые соревнования по биатлону прошли в начале 1925 года в Верхнеудинске, в железнодорожном батальоне. Проводились индивидуальные на 10 — 15 вёрст и эстафетные забеги на 15 — 25 км. Стреляли по мишеням в конце забега.
В 1925 году ЦСФК открыл шестимесячные курсы по подготовке инструкторов физической культуры. С 26 апреля по 29 мая 1925 года прошёл первый Верхнеудинский городской шахматный турнир.
13 февраля 1927 года прошли первые Верхнеудинские конькобежные соревнования. Проводилось четыре забега на 500 метров, 1500 метров и 3000 метров на норвежских коньках и произвольных конках. В соревнованиях участвовало 17 человек.
27 марта 1929 года начался первый чемпионат республики по шахматам. Чемпионом стал Александр Михайлович Игумнов.
В июне 1929 года состоялся первый в Бурятии многодневный велопробег Троицкосавск — Верхнеудинск.
В 1930 году ЦСФК был преобразован в Высший совет физкультуры. Физкультурные организации начинают создаваться на базе производственных предприятий, массовые соревнования проводятся в учебных заведениях.
В 1930-е годы вводится комплекс ГТО, единая спортивная классификация, проводятся массовые пробеги, заплывы, походы, переходы и другие мероприятия. Развиваются военно-оборонные виды спорта. Во взаимодействии с военкоматами были созданы кавалерийские и стрелковые кружки, которые пользовались у молодежи большой популярностью. В 1932 году стрелковые кружки посещали более 1000 человек, кавалерийские — 600 человек.
Начинается массовое строительство спортивных площадок и стадионов. В 1931 году на берегу Уды в Верхнеудинске построен стадион «Динамо», а в 1933 году стадион на Верхней Берёзовке. В 1938 году в Бурятии было 8 спортивных залов и несколько лыжных баз.
С декабря 1934 года в республике работала 4-я Всесоюзная стрелковая школа ЦС Осоавиахима СССР по подготовке инструкторов I разряда. Начали проводиться регулярные районные и республиканские стрелковые соревнования.

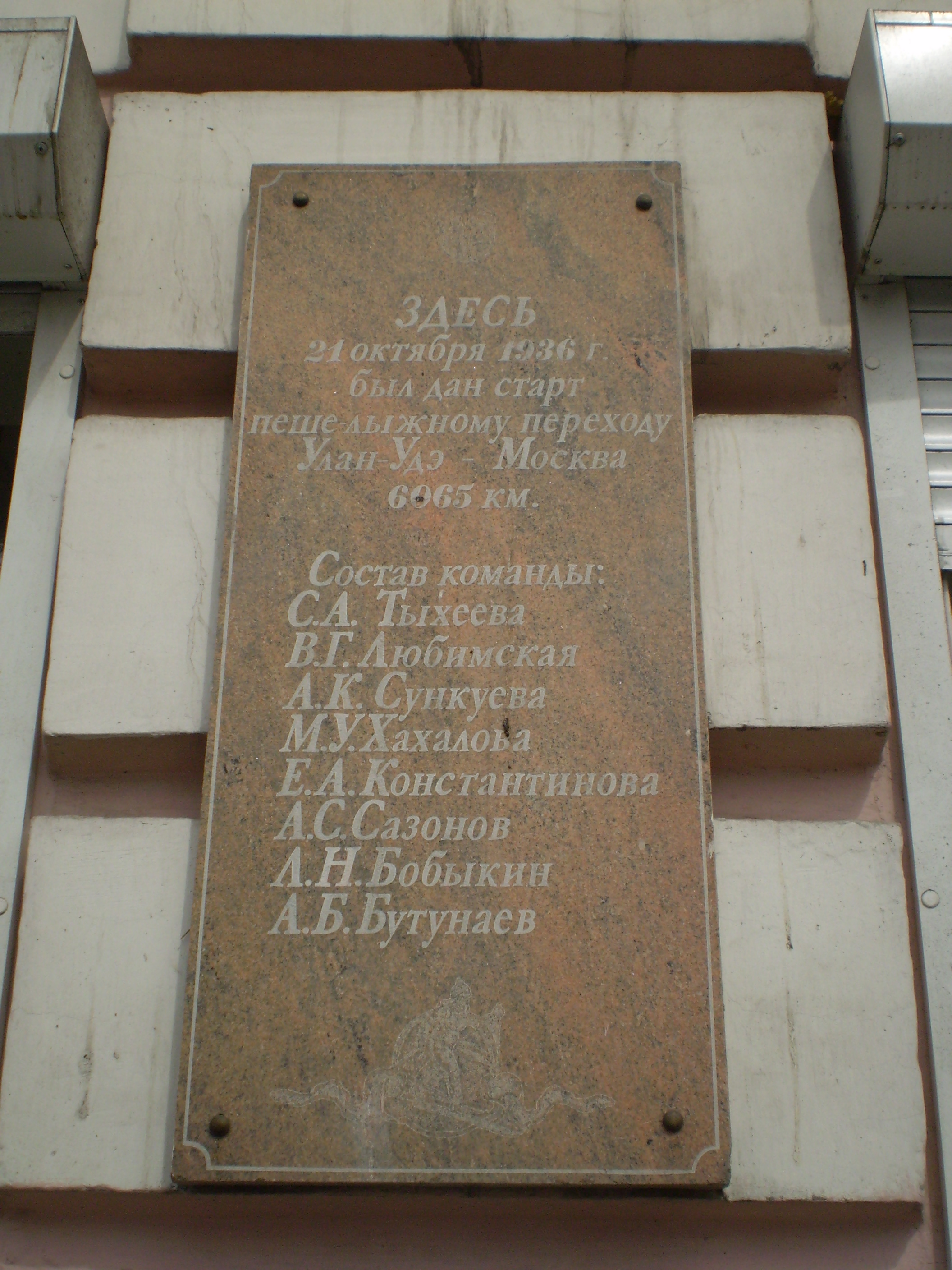
Памятная доска в честь пешелыжного перехода Улан-Удэ - Москва.

В 1934 и 1935 годах группа лыжников во главе с поэтом С. Б. Метелицей совершила переходы Верхнеудинск — Иркутск. В 1935 году была сформирована женская лыжная команда. Команда совершила тренировочный переход Верхнеудинск — Кабанск и два лыжных перехода Верхнеудинск — Кяхта и Верхнеудинск — Иркутск — Кутулик.
21 октября 1936 года с площади Революции стартовал лыжный переход «Улан-Удэ — Москва». Пять девушек-лыжниц финишировали 6 марта 1937 года на московском стадионе «Динамо», пройдя 6045 км за 93 ходовых дня. Постановлением ЦИК СССР от 9 марта 1937 года все участники перехода были награждены орденами «Знак Почёта». Переход оказал большое влияние на развитие в Бурятии туризма и лыжного спорта.
В июле 1936 года вместо Высшего совета физкультуры был создан Комитет по делам физической культуры и спорта при Совнаркоме БМАССР.
Во второй половине 1930-х годов развиваются новые для Бурятии: тяжёлая атлетика, хоккей, горнолыжный спорт, мотоспорт. Началось формирование добровольно-спортивных обществ. К 1937 году было создано шесть ДСО: «Локомотив», «Медик», «Спартак», «Буревестник», «Динамо», «Темп». Проводились шестимесячные и двухмесячные курсы, на которых готовили специалистов физической культуры и спорта. В 1940 году в спортивных секциях Бурятии развивались 22 вида спорта.
Во время Великой Отечественной войны развивалась военно-физическая подготовка, проводились военизированные соревнования. В годы войны в летних кроссах участвовало 91 705 человек, а в зимних лыжных — 106 379 человек. Первый лыжный батальон добровольцев-физкультурников был сформирован в Улан-Удэ во время советско-финской войны. Второй лыжный батальон из комсомольцев  был сформирован в Улан-Удэ в начале Великой Отечественной войны. В 1944 году в Улан-Удэ была создана секция бокса.
В послевоенные годы становятся популярными: волейбол, футбол, стрелковый и лыжный спорт, лёгкая атлетика, конькобежный и велосипедный спорт, шахматы и шашки, бокс. В начале 1950-х годов проводятся массовые школьные лыжные соревнования на призы газеты «Пионерская правда».  В конце 1950-х годов начинают развиваться стрельба из лука по международным правилам и вольная борьба.
В 1948 году в Железнодорожном районе города Улан-Удэ открылся стадион им. 25-летия Бурятской АССР на 12 тысяч мест.
В 1958 году в Улан-Удэ создан футбольный клуб Селенга.
В 1962 году проводится первый чемпионат Бурятии по вольной борьбе. За 40 лет в Бурятии было подготовлено 200 мастеров спорта, 18 мастеров спорта международного класса, 3 заслуженных мастера спорта по вольной борьбе.
Всего за советское время в Бурятской АССР было подготовлено: 10 заслуженных мастеров спорта, 58 мастеров спорта международного класса и около 800 мастеров спорта.

## Постсоветский период
В конце XX, начале XXI века в Бурятии появляются армрестлинг, пауэрлифтинг, таэквондо, гиревой спорт, кикбоксинг, радиоспорт и другие виды.
1 февраля 1996 года Народный Хурал Республики Бурятия принял закон «О физической культуре и спорте». Было создано Республиканское агентство по физической культуре и спорту.
Проводятся массовые спортивные мероприятия:  «Лыжня России», «Кросс наций» и другие. В 2007 году в Бурятии проведено более 600 физкультурно-оздоровительных и спортивных мероприятий, в том числе наиболее массовые и общереспубликанские.

## Спортсмены Бурятии

### Олимпийские чемпионы
- Владимир Сафронов — чемпион Игр XVI летней Олимпиады (Мельбурн, 1956 год) по боксу, чемпион мира по боксу 1956 года;
- Людмила Титова — чемпионка Игр X зимней Олимпиады (Гренобль, 1968) и призёр XI Зимней Олимпиады (Саппоро, 1972) в беге на коньках на 500 метров.

### Олимпийские призёры
- Баир Бадёнов — стрелок из лука, бронзовый призёр Олимпийских Игр в Пекине 2008.
- Базар Базаргуруев — борец, бронзовый призер Олимпийских игр в Пекине от Кыргызстана.
- Виликтон Баранников — серебряный призёр Игр летней Олимпиады в Токио 1964 года по боксу, шестикратный призёр чемпионатов СССР.
- Любовь Волосова — бронзовый призёр летних Олимпийских игр 2012 года по вольной борьбе в категории до 63 кг.
- Туяна Дашидоржиева — стрелок из лука, серебряный призёр в командном первенстве в составе национальной сборной России на Олимпийских играх 2016, чемпионка мира 2015 в командном первенстве, серебряный призёр чемпионата Европы в личном турнире, заслуженный мастер спорта России.
- Владимир Ешеев — чемпион мира по стрельбе из лука в 1987 года, бронзовый призёр летних Олимпийских игр в Сеуле. Глава Федерации стрельбы из лука РФ.
- Инна Степанова — чемпионка мира по стрельбе из лука в Копенгагене в 2015 году, серебряный призёр летних Олимпийских игр 2016 года в Рио-де-Жанейро.
- Светлана Гомбоева - чемпионка Европы по стрельбе из лука в командных соревнованиях в Антальи в 2021 году, серебряный летних Олимпийских игр 2020 года в Токио.

### Участники Олимпийских игр
- Пётр Николаев — участник Игр XV Олимпиады (Хельсинки, 1952 год), многократный рекордсмен СССР по пулевой стрельбе;
- Георгий Ивакин — участник Игр XV Олимпиады в беге на 800 метров, десятикратный рекордсмен СССР;
- Екатерина Парлюк (Лепихина) — участница Игр XVII Олимпиады (Рим, 1960 год) в беге на 800 метров, шестикратная чемпионка СССР;
- Павел Яковлев — участник Игр XXII Олимпиады (Москва, 1980 год) в беге на 1500 метров, многократный чемпион и призёр чемпионатов СССР;
- Юрий Малыхин — участник Игр X зимней Олимпиады (Гренобль, 1968 год) в беге на коньках, чемпион СССР 1968, 1970 годов;
- Павел Пегов — участник Игр XIV зимней Олимпиады (Сараево, 1984 год) в беге на коньках, четырёхкратный рекордсмен мира;
- Бальжинима Цыремпи́лов — многократный чемпион Европы и России по стрельбе из лука. Участник XXVII Олимпийских Игр (Сидней), XXVIII Олимпийских Игр (Афины), XXIX Олимпийских Игр (Пекин)
- Борис Будаев — Чемпион Европы 1982 года по вольной борьбе, Чемпион СССР 1985 года, Чемпион мира 1989 года, Четырёхкратный чемпион России, участник XXVI летних Олимпийских игр (Атланта 1996 год)[17].
- Мирослава Дагбаева — участник Олимпийских игр в Пекине (стрельба из лука).
- Борис Зориктуев — участник Мюнхенской олимпиады, чемпион СССР по боксу 1972 года.

### Чемпионы мира и Европы
Тимур Жамбалов — мастер спорта, чемпион Европы по таэквондо ИТФ
- Юлия Адушнаева — мастер спорта международного класса, чемпион Европы по таэквондо[18];
- Борис Баглаев — Чемпион мира 2011 года по Таэквондо ИТФ;
- Алдар Бальжинимаев — чемпион Олимпийских игр среди юниоров 2014 года в Сингапуре. Чемпион Европы. золотая медаль юниорского первенства Европы в Зреньянине (Сербия);
- Борис Будаев (р. 1957) — борец, чемпион мира 1989, чемпион Европы 1982;
- Баир Ванжилов — трёхкратный чемпион мира по боевому самбо;
- Сергей Доржитаров — двукратный чемпион мира по боевому самбо;
- Владимир Ешеев (р. 1958) — чемпион мира по стрельбе из лука в 1987 г., призёр Олимпийских игр в Сеуле. Глава Федерации стрельбы из лука РФ;
- Зоя Именохоева — чемпионка мира (1998 г), главный тренер женской сборной России по хоккею с мячом;
- Евгений Оцимик — 4-кратный чемпион мира по тхэквондо;
- Богомоев Александр Павлович — 3-кратный чемпион России, Чемпион Европы(Европейские игры 2015), мастер спорта международного класса по вольной борьбе;
- Попов, Сергей Константинович — чемпион Европы 1958 года по марафонскому бегу;
- Наталья Соломинская — мастер спорта международного класса по легкой атлетике, чемпионка мира, чемпионка России 1995 на 5 км;
- Сергей Халмакшинов — заслуженный мастер спорта, чемпион мира по лёгкой атлетике.

### Чемпионы Универсиады
Жамбалова, Алиса Саяновна — четырёхкратная чемпионка зимней Универсиады 2019 года.

### Чемпионы России
- Тамир Галанов (р. 1989) — боксёр, трёхкратный Чемпион России (2009, 2012, 2013).

## Известные тренеры
Раднаев Борис
Данил Борисов
Илнар Салихов
Никита Белозеров

## Командные виды спорта

### Футбол
ФК «Бурятия» (Улан-Удэ)

### Мини-футбол
МФК «Лара» (Улан-Удэ)

### Волейбол
ЖВК «Хара Морин» (Улан-Удэ)